# René-Daniel Dubois
Pour les articles homonymes, voir Dubois (patronyme) et René Dubois.
René-Daniel Dubois, né le 20 juillet 1955 à Montréal, est un acteur, scénariste et dramaturge québécois. Il est aussi un pamphlétaire sur différents sujets touchant la société québécoise.

## Biographie
René-Daniel Dubois a écrit aussi bien pour le théâtre que pour le cinéma, la télévision et la radio. Ses textes les plus connus demeurent tout de même ses pièces de théâtre, traduites en plusieurs langues et jouées autant au Québec qu’au Canada anglais, aux États-Unis, en Amérique du Sud, en Europe et en Australie. 
Après ses études à l’École nationale de théâtre du Canada, René-Daniel Dubois fonde la compagnie de théâtre La Gougoune de fantex et crée les pièces Panique à Longueuil et Adieu Docteur Münch au début des années 1980.
En 1984, Dubois présente sa pièce Ne blâmez jamais les bédouins, un 'one-man show' théâtral qu'il joue lui-même et au cours duquel il interprète plus d'une vingtaine de personnages.  Très bien reçue, la pièce se mérite le Prix du Gouverneur général en 1984.  
C'est au cours de l'automne 1984 que Dubois écrit ce qui deviendra son œuvre la plus célèbre, Being at Home with Claude. Créée en 1985 au Théâtre de Quat’sous dans une mise en scène de Daniel Roussel, Being at home with Claude connait un succès impressionnant. En 1988, René-Daniel Dubois lui-même signe la mise-en-scène d'une nouvelle production de sa pièce au Théâtre du Rideau Vert.  La pièce sera adaptée au cinéma en 1992 par Jean Beaudin.
En 2000, il joue dans la minisérie Le Canada : Une histoire populaire.
Il est controversé en raison de ses déclarations. Ses réflexions sur l'histoire du Québec vont notamment à contre-courant de l'interprétation nationaliste québécoise dominante (voir son dernier livre "Post-Scriptum à Un sur mille", lancé le 17 décembre 2007 à Montréal.).
Ce livre faisait suite à un film documentaire, Un sur mille, qui lui a été consacré en 2005 par le documentariste Jean-Claude Coulbois. De plus, en 2006, René-Daniel Dubois publie Entretiens, un recueil de réflexions (éditions Leméac).
En 2009, il donne suite à ces Entretiens en publiant, chez Leméac, Morceaux. Entretiens sur l’écho du monde, l’imaginaire et l’écriture (juillet 2005-janvier 2006).
Le fonds d'archives de René-Daniel Dubois est conservé au centre d'archives de Montréal de Bibliothèque et Archives nationales du Québec.

## Thématique et esthétique
Being at Home with Claude (1984), suspense policier écrit en quelques jours et pièce majeure du théâtre québécois des années 1980, présente l'interrogatoire d'Yves, un jeune prostitué homosexuel qui vient de tuer violemment son amant au centre-ville de Montréal en 1967. Les deux seuls personnages de l'intrigue, le policier qui mène l'interrogatoire et le prostitué, constituent deux pôles s'opposant, la raison et l'émotion. La deuxième partie est un monologue de l'assassin, où il fait part de ses motivations : « Personne ne m'a jamais touché ni parlé comme ça. En le tuant, je me tuais moi aussi! ». René-Daniel Dubois affirme que la pièce n'aborde pas la thématique gaie mais plutôt la passion. Cette pièce, précédée par celles de Michel Tremblay dans les années 1970, et suivie de près par Les Feluettes ou La répétition d'un drame romantique (1987) de Michel Marc Bouchard, est néanmoins emblématique de la force, de la popularité et de la pérennité de la thématique LGBT au Québec dans la littérature créée à cette époque.

## Œuvres

### Théâtre
- Panique à Longueuil (1980)
- Le récital-gala de madame Célanyre Campeau de la Scala de Milan (Italie) (1980)
- Adieu, docteur Münch... (1982)
- William (Bill) Brighton ou Garry Paxton (1982)
- 26 bis, impasse du colonel Foisy (1983)
- Ne blâmez jamais les Bédouins (1984)
- Combien, dites-vous ? (1985)
- Being at Home with Claude (1986)
- 2 contes parmi tant d’autres pour une tribu perdue (1986)
- Le Printemps, monsieur Deslauriers (1987)
- Le Troisième Fils du professeur Yourolov (1990)
- Anne est morte (poème de temps de guerre) (1990 - 1991)
- La Prière du renard (1990)
- ... Et Laura ne répondait rien (1991)
- Bob (1991)
- Tu faisais comme un appel (1991)
- Julie (1996)
- « Grrr » - La colère (1997)
- L'Ange et le Lutin (1997)
- Les Huit Péchés capitaux (éloges) (1997)

### Autres publications
- Pour une politique culturelle (1990)
- Frénétiques: Treize intellectuels québécois répondent à la question: Quelle est votre perception de la culture québécoise à l'aube du XXIe siècle (1999), ouvrage collectif publié en collaboration avec Yvon Montoya, Pierre Thibeault, Louise Dupré…
- Morceaux : Entretiens sur l'écho du monde, l'imaginaire et l'écriture (2009), en collaboration avec Daniel Dubois.
- Porte d'entrée (2013)

## Filmographie

### comme acteur
- 1977 : T'es un homme, mon bonhomme (télé-théâtre)
- 1981 : Les Plouffe : Receveur de Guillaume
- 1985 : Adramelech : Baalberith
- 1993 : Shehaweh (série télévisée) : D'Ailleboust
- 1997 : Le Siège de l'âme
- 1998 : L'Ombre de l'épervier (série télévisée) : Député Montpetit
- 2000 : Fortier (série télévisée) : médecin légiste (saison 1, épisode 3)
- 2001 : Fred-dy (série télévisée) : Gérard Godain, alias Gerry
- 2002 : Le Nèg' : Polo
- 2007 : Contre toute espérance : Lieutenant Allard
- 2007 : Le Ring : Le Boss
- 2009 : 5150, rue des Ormes : Jean-Guy Ruel
- 2010 : Trauma (série télévisée) : Paul Bélair (saison 1, épisode 6)
- 2013 : Chasse au Godard d'Abbittibbi d'Éric Morin : narrateur (voix)
- 2014 : La Petite Reine : Dr Paul C. Henri

### comme scénariste
- 1996 : Le Sort de l'Amérique

## Commentaires
À propos de Entretiens paru en 2009, Christian Desmeules écrit :
- « Un monstre de papier, de vanité, d’exhibitionnisme et de méticulosité presque maniaque, mais aussi une espèce de grosse bibitte de candeur, de franchise et de générosité. »
- « Son obsession à crier la vérité que personne ne semble voir est sans repos. C'est le bout de miroir auquel il s'accroche, comme un glaneur jaloux d'une verroterie qui n'intéresserait en réalité personne. »
- « Ce nouveau volume d'entretiens conjugue ainsi la solitude du coureur de fond, l'exubérance entêtée du croisé et le masochisme spectaculaire d'un martyr du nationalisme québécois. »

## Prix et distinctions
- 1984 - Prix du Gouverneur général pour Ne blâmez jamais les bédouins
- 2004 -  Officier de l'Ordre du Canada[6]